# Lambula umbrina
Lambula umbrina là một loài bướm đêm thuộc phân họ Arctiinae, họ Erebidae.